# Eucordyloporus aglaus
Eucordyloporus aglaus är en mångfotingart som först beskrevs av Chamberlin 1927.  Eucordyloporus aglaus ingår i släktet Eucordyloporus och familjen Chelodesmidae. Inga underarter finns listade i Catalogue of Life.